# Vasas Samu
Vasas Samu (Bencéd, 1927. július 14. – Bánffyhunyad, 1997. december 17.) tanár, néprajzkutató, népművelő.

## Életútja
Tanítóképzőt végzett Székelykeresztúron 1947-ben, majd Kolozsváron a Babeș–Bolyai Tudományegyetem természettudományi szakán szerzett tanári oklevelet 1965-ben.
Pályafutását tanítóként kezdte, 1947-ben Sziden, majd 1949–1950 között a tordatúri iskola igazgatója volt. 1952–1953 között Sinfalván tanító, majd 1954-ig Bánffyhunyadon tanfelügyelő. 1955–1973-között általános- és középiskolai tanár, majd 1987-ig, nyugalmazásáig a bánffyhunyadi Octavian Goga Líceum tanára és helyettes igazgatója volt. Felesége Péter Ilona, Bánffyhunyadon volt tanítónő, gyermekei István (1957, mérnök,) és Imola (1961, asszisztens).

## Munkássága
Érdeklődési köre igen tág volt, a biológia és természetvédelem mellett elhívatottságot érzett a néprajzkutatás iránt is. Cikkei és tanulmányai jelentek meg a Korunk, a Művelődés, az Igazság, illetve A Hét hasábjain.
Igazi küldetésének érezte Kalotaszeg értékeit a világ elé tárni, tanári pályája mellett egyedül, néha teljesen kilátástalanul végezte gyűjtő munkáját. Ismerte Kalotaszeg minden faluját, szerette az embereket, személyét igen nagyra tartották. 1979-ben éltanári címmel tüntették ki Kolozsváron. 1991–1992 között a bánffyhunyadi RMDSZ elnöke, később tiszteletbeli elnöke. 1990-ben újraindítója és főszerkesztője a Kalotaszeg című lapnak. A Pro Kalotaszeg és a Kós Károly Kulturális Egyesület alapító tagja. Színpadra alkalmazta Kós Károly Varjú nemzetség című regényét, melyet rendezésében több alkalommal is bemutattak.

### Szakcikkei (válogatás)
- A hagyományok bűvöletében, a város vonzásában. A hét (Bukarest). X. évf. 1979) 38. sz. 3,
- Varrottasaink eredetiségét féltőn őrizte. (Kónya Gyuláné Schéfer Teréz). Igazság. XXXIV. évf. (1973) 81. sz. I.,
- Egyéniségvarázs, avagy hogyan él ma Kós Károly a kalotaszegi nép emlékezetében. Korunk. I. évf. (1990) 3. sz 319-325.,
- Népművészet és üzlet. Az elkorcsulás ellen. Igazság. XXXI. évf. (1970) 48. sz. 7.,
- A vásárosok hagyományos beszállóhelyei Bánffyhunyadon. Népismereti Dolgozatok 1980. Buk. 1980. 176-190,
- Mi mindenhez értett a ketesdi ezermester? Igazság. XXXIV. évf. (1973) 147. sz. III.,
- A kalotaszegi vagdalásos hímzésről. Művelődés. XXIV. évf. (1971) 2. sz 50-51.,
- Egyke és cifrálkodás. Korunk. XXX. évf. (1971) 9. sz. 1288-1293.

### kötetei
- Hasznos műszerek készítése (Bukarest 1962),
- A bionika ma (Kolozsvár 1974),
- Életünk a víz (Bukarest 1976),
- Erdő- és környezetvédelem (Bukarest 1981),
- Népi gyógyászat, kalotaszegi gyűjtés (Bukarest 1985)
- Kalotaszegi ünnepek (társszerkesztő Salamon Anikó) (Budapest 1986),
- A kalotaszegi gyermek (Kolozsvár 1993)
- Virágzó népművészet, Kalotaszegi füzetek (Bánffyhunyad 1993),
- Népi jelvilág Kalotaszegen (Budapest 1994)

### Kalotaszeg folyóiratban megjelent írásai
Jankó Tünde: Kalotaszeg repertórium 1890-2000